# Valentina Truppa

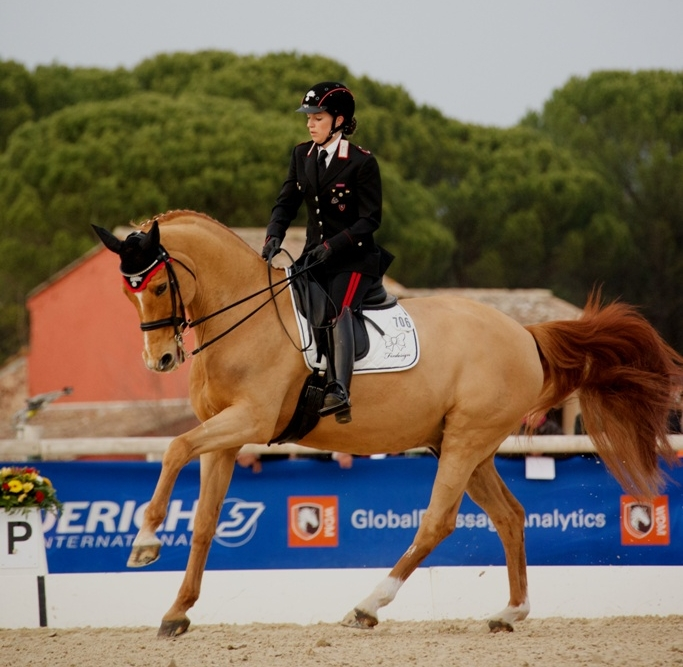
Valentina Truppa mit Chablis (2015)

Valentina Truppa (* 18. März 1986 in Mailand, Lombardei) ist eine italienische Dressurreiterin.

## Werdegang
Sechsjährig begann sie zu reiten und startete im Alter von 12 Jahren zum ersten Mal auf Turnieren.
2011 siegte sie mit Eremo del Castegno im Weltcupturnier in Frankfurt. Sie war die erste italienische Dressurreiterin, die eine solche Prüfung gewann.
2012 startete sie als Einzelreiterin bei den Olympischen Spielen in London.
Beim Dressurturnier in Arezzo stürzte Truppas steigendes Pferd und begrub sie unter sich. Sie erlitt schwere Kopfverletzungen, wonach ihr Zustand kritisch, aber nicht lebensbedrohlich war.
Truppa lebt in Asti. Ihr Vater ist der Dressurreiter Enzo Truppa, mit dem sie das Centro Equestre Monferrato führt.

## Pferde (Auszug)
- Don Rico
- Chablis
- Eremo del Castegno
- Hot Spot (* 2008), Hannoveraner Schimmel

## Erfolge
- 2011: 1. Platz, Weltcupturnier in Frankfurt mit Eremo del Castegno
- 2012: 2. Platz, Weltcupturnier in Lyon mit Eremo del Castegno; 3. Platz, Weltcupturnier in Stuttgart mit Eremo del Castegno